# Pterogenia boettcheri
Pterogenia boettcheri är en tvåvingeart som beskrevs av Frey 1930. Pterogenia boettcheri ingår i släktet Pterogenia och familjen bredmunsflugor. Inga underarter finns listade i Catalogue of Life.